# Feldhockey-Afrikameisterschaft der Damen 1990
Die Feldhockey-Afrikameisterschaft der Damen 1990 war die erste Austragung der Kontinentalmeisterschaft und fand vom 13. bis zum 19. August 1990 in Harare (Simbabwe) statt. Das Turnier mit fünf teilnehmenden Mannschaften gewann Gastgeber Simbabwe vor Namibia und Kenia.

## Ergebnisse
Die Hauptrunde der Afrikameisterschaft fand als einfaches Rundenturnier (Jeder gegen Jeden) statt.
| Pl. | Land     | Sp. | S | U | N | Tore   | Diff. | Punkte |
| --- | -------- | --- | - | - | - | ------ | ----- | ------ |
| 1.  | Simbabwe | 4   | 3 | 1 | 0 | 019:00 | +19   | 7      |
| 2.  | Namibia  | 4   | 3 | 0 | 1 | 09:60  | +3    | 6      |
| 3.  | Kenia    | 4   | 2 | 1 | 1 | 03:10  | +2    | 5      |
| 4.  | Malawi   | 4   | 0 | 1 | 3 | 02:130 | −11   | 1      |
| 5.  | Sambia   | 4   | 0 | 1 | 3 | 01:140 | −13   | 1      |

|          | Simbabwe | Namibia | Kenia | Malawi | Sambia |
| -------- | -------- | ------- | ----- | ------ | ------ |
| Simbabwe | —        | 5:0     | 0:0   | 8:0    | 6:0    |
| Namibia  |          | —       | 1:0   | 3:0    | 5:1    |
| Kenia    |          |         | —     | 2:0    | 1:0    |
| Malawi   |          |         |       | —      | 1:1    |
| Sambia   |          |         |       |        | —      |